# Talese d'Aragona
Talese d'Aragona, , in spagnolo e catalano Talesa, francese e occitano Talèse (1070 circa – 1155 circa), fu viscontessa consorte di Béarn, dal 1090 al 1131 e Viscontessa reggente di Béarn dal 1096 al 1101 ed in altri periodi, tra il 1102 ed il 1131.

## Origine
Talese, secondo la La Vasconie. Tables Généalogiques, era figlia del conte d'Ayvar e di Xavierre, Sancho Ramírez e della sua seconda moglie, una discendente dei visconti di Montaner, di cui non conosciamo il nome.
Il conte Sancho Ramírez era figlio illegittimo del Re di Aragona, conte di Sobrarbe e Ribagorza, Ramiro Sanchez e di una giovane chiamata Amúnia, a cui il padre aveva
concesso il titolo di conte, vassallo del padre stesso.

## Biografia
Sempre secondo la La Vasconie. Tables Généalogiques, nel 1085, Talese era stata data in moglie a Gastone, figlio primogenito ed erede del Visconte di Béarn, Centullo V, e della prima moglie, sua cugina Gisla o Gisela di Guacogna, probabilmente figlia di Bernardo II di Guascogna, conte d'Armagnac.
Nel 1090, il suocero, Centullo V, partì per l'Aragona alla testa delle truppe del Béarn per partecipare alla presa di Huesca, arruolato dal re Sancho Ramirez, mentre attraversava la valle di Tena, nell'Alto Gállego, pernottando presso Garcia Aznarez, fu da quest'ultimo assassinato a tradimento.

Nella viscontea di Béarn, gli succedette suo marito, Gastone, come Gastone IV.
In risposta all'appello di papa Urbano II, suo marito, Gastone IV, col suo fratellastro Centullo di Bigorre, nel 1096, fu al seguito del conte di Tolosa, Raymond de Saint-Gilles, nell'esercito crociato, facendo ritorno nella viscontea di Bearn, tra il 1100 ed il 1101; in questo periodo, Telese, fu reggente della viscontea assieme ad un consiglio di reggenza.
Dopo essere succeduto a suo padre, suo marito, Gastone IV, dovette far fronte agli assalti dei suoi nemici ereditari, i visconti di Dax et di Soule. Gastone si impadronì di una grande parte del territorio di Dax; secondo La Vasconie. Première partie, nel 1106, aveva conquistato tutta la viscontea di Dax, ma riuscì a conservare solo la città di Orthez, i Pays di Mixe e Ostabat.
Telese fu reggente della viscontea, inoltre quando suo marito, Gastone IV, per cinque volte, fu al seguito del re di Aragona e di Pamplona e conte di Sobrarbe e Ribagorza, Alfonso Sánchez, detto il Battagliero, nelle sue spedizioni contro al Andalus.

Nell'ultima spedizione, tra il 1130 ed il 1131, il marito, Gastone IV, fu ucciso in un'imboscata, nella zona di Valencia.
Telese (coram vicecomitissa Bearnensi, nomine Atelesa) compare come testimone nel documento n° LXXXVI del Cartulaire de l'abbaye de Saint-Jean de Sorde, di incerta datazione.
Secondo Les Francos dans la vallée de l’Èbre (XIe-XIIe siècles), Telesa fu molto importante nella vita della viscontea, specialmente con le opere pie e, dopo la morte del marito e del re, Alfonso Sánchez, detto il Battagliero, la perdita dei possedimenti aragonesi, la portò ad appoggiare una rivolta, che non ebbe successo, e che furono in parte recuperati solo dopo che era divenuto re d'Aragona, Raimondo Berengario IV di Barcellona.
Talese, compare ancora, come testimone, in diversi documenti, l'ultimo dei quali è datato 1155, probabile anno della sua morte.

## Discendenza
Telesa di Aragona al marito, GastoneIV diede quattro figli:
- Guiscarda, primogenita, che sposò Pietro II, visconte di Gabarret e che fu Viscontessa di Béarn, dopo la morte del fratello[14].
- Un'altra figlia (almeno), di nome ignoto (filiorum ac filiarum mearum), a cui viene fatto riferimento nel documento n° III del Cartulaire de Sainte Foi de Morlaas[15].
- Centullo, citato nel documento n° II del Cartulaire de Sainte Foi de Morlaas[16](1096 circa † 1134), Visconte di Béarn dal 1131 al 1134[14].
- un altro figlio maschio, nato prima del 1101 (filiorum ac filiarum mearum)[15] e morto tra il 1124 e il 1128.

### Fonti primarie
- (LA)  Cartulaire de Sainte Foi de Morlaas
- (LA)  Cartulaire de l'abbaye de Saint-Jean de Sorde.
- (CA) Crónica de San Juan de la Peña (PDF).

### Letteratura storiografica
- (FR)  Histoire générale de Languedoc, tomus II.
- (FR)  LA VASCONIE.